# Cossacks: European Wars
Cossacks: European Wars (tạm dịch: Cô-dắc: Chiến tranh châu Âu) là game chiến lược thời gian thực do hãng GSC Game World của Ukraina phát triển và Strategy First cùng cdv Software Entertainment đồng phát hành vào tháng 4 năm 2001. Game được xây dựng trên nền đồ họa 2D và lấy bối cảnh châu Âu thế kỷ 17, 18 với 16 quốc gia có những kiểu kiến trúc, công nghệ và đơn vị quân khác nhau.
Người chơi chỉ tham gia vào việc mở rộng quân đội, xây dựng công trình và thu thập tài nguyên đơn giản. Các kịch bản nhiệm vụ trải dài qua nhiều cuộc chiến nổi tiếng có thực trong lịch sử châu Âu như cuộc chiến tranh Ba mươi năm cho tới chiến tranh Kế vị Áo và nổi tiếng với số lượng binh lính do người chơi điều khiển luôn có quy mô rất lớn, với con số giới hạn rất cao (8000). Khả năng này đã vượt xa với các game cùng thời chẳng hạn như Age of Empires và Empire Earth. Thậm chí ngày nay chỉ có những game duy nhất có thể gần như ngang tầm với Cossacks trong khoản số lượng quân đó chính là sê-ri Total War. 
Cossacks cho phép người chơi tìm được những kinh nghiệm và những kỹ năng tương đối trong chiến tranh và thậm chí người chơi sẽ gặp cả những sự kiện lịch sử của thời kỳ đó trong game thông qua thư viện bách khoa toàn diện mà các lập trình viên thu thập được trong game. Tựa game bán chạy nhất này đã giành được hai giải thưởng và nhận được sự ủng hộ tích cực của đa số nhà phê bình. Phần chính thức tiếp theo của game là Cossacks II: Napoleonic Wars.
Ngoài ra GSC Game World còn có sê-ri American Conquest được xem là phần phụ của Cossacks cũng sử dụng cùng một engine. GSC Game World còn phát triển thêm Alexander, một tựa game chiến lược ít thành công trên PC. Mặt khác, hãng còn làm tựa game kết hợp yếu tố nhập vai-chiến lược thời gian thực lấy bối cảnh giả tưởng là Heroes of Annihilated Empires phát hành năm 2006 nhưng vì lý do AI yếu kém nên đã trở thành một dự án không thành công.

## Cách chơi

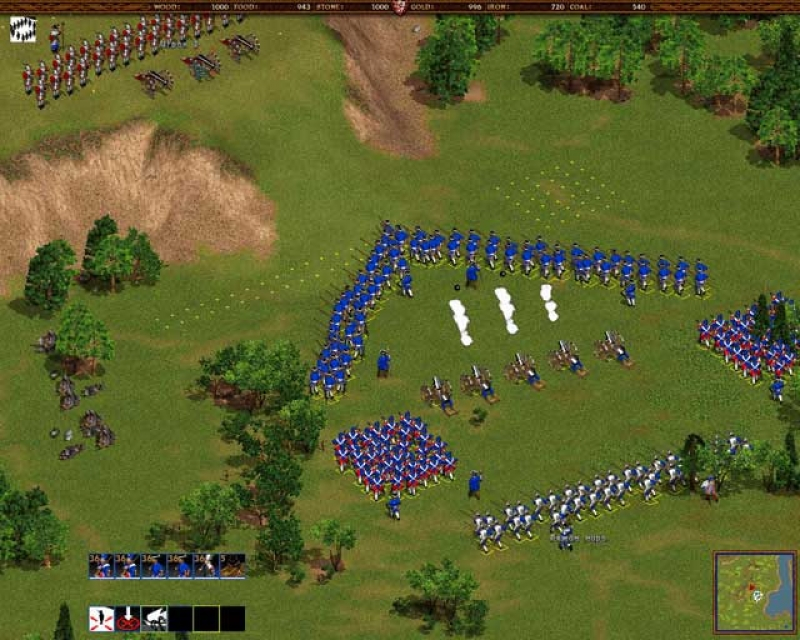
Giao diện điều khiển quân trong game.

Game có sáu tài nguyên quan trọng góp phần quyết định đến chiến thắng quân sự của người chơi trong một trận chiến gồm có vàng, gỗ, lương thực, đá, sắt và than đá. Trong đó, vàng, sắt và than đá chỉ có thể khai thác được qua việc xây dựng các mỏ trên vùng quặng được chỉ định và gửi nông dân vào trong các mỏ đó. Còn thức ăn lại được lấy qua những cối xay gió ở các nông trường hoặc qua những tàu đánh cá. Còn gỗ và đá được khai thác trực tiếp bằng những công cụ truyền thống tại những khu vực riêng biệt như rừng rậm và bãi đá. Phụ thuộc vào cấu trúc xây dựng của mỗi quân đội do người chơi lựa chọn mà có chiến thuật cân bằng tài nguyên khác nhau. Nếu người chơi thiếu tập trung khai thác lương thực hoặc để nguồn lương thực cạn kiệt sẽ xảy ra tình trạng thiếu lương thực và dẫn đến nạn đói khiến cho quân đội của người chơi chết dần chết mòn vì thiếu tiếp tế. Tương tự nếu người chơi không khai thác đá và sắt đầy đủ thì phía quân đội như lính bắn súng và đại pháo sẽ khó có thể khai hoả trong các cuộc chiến trong khi việc thiếu vàng dẫn đến hậu quả một số loại quân đòi trả lương sẽ nổi loạn chống lại người chơi. Lực lượng lao động kinh tế bao gồm nông dân có khả năng kiêm nhiệm mọi thứ và thậm chí có thể tấn công quân địch. Tuy nhiên, chúng rất dễ bị quân đối phương bắt được và chuyển thành phe địch.
Cossacks: European Wars hoàn toàn tách khỏi cấu trúc chơi thông thường của các game chiến thuật thời gian thực khác, việc chỉ đạo quân đội không hoàn toàn cần sự điều khiển trực tiếp của người chơi mà có thể được gán qua sự hình thành một đội hình lính thích hợp, và khi đã đạt đủ số lượng, đơn vị đó có thể tham gia chiến đấu độc lập. Một đơn vị độc lập có thể hình thành bởi 15, 36, 72, 120 hoặc 196 binh lính cùng với sự có mặt của bộ ba đặc biệt gồm sĩ quan quân đội, lính đánh trống hiệu lệnh và lính cầm cờ hiệu. Với 3 nhóm đơn vị đơn khác nhau có thể được chuẩn bị và được sử dụng cho 3 chiến dịch tấn công chiến lược khác nhau.
Các đơn vị quân trong đội hình nếu được lệnh giữ yên trật tự sẽ được nhận thêm điểm thưởng phòng thủ cũng như cải thiện tinh thần. Kỵ binh cũng có thể tạo thành đội hình và chức năng tương tự như bên đội hình bộ binh trừ các sĩ quan và tay trống. Các nâng cấp có ảnh hưởng đến chỉ số vũ khí và phòng thủ thông qua việc nhiên cứu tại nhà lính, nhà ngựa hoặc xưởng quân khí. Học viện hoặc tháp giáo đường (dùng để nghiên cứu các loại khoa học khác nhau) cũng cần thiết để đào tạo sĩ quan và xây dựng đội hình. Có những kiểu chiến lược điều khiển một đội quân khác nhau sẽ được người chơi phát triển liên tục trong quá trình chơi game phần chơi trực tuyến.
Thành phần pháo binh trong game được chia ra làm nhiều loại, bao gồm pháo cối, đại bác, pháo đa nòng và pháo nòng ngắn, tất cả đều có chức năng được chia ra rõ ràng được sử dụng trong từng trường hợp chiến tranh, tuy vậy các vũ khí đó có thể được sử dụng cho trường hợp kế tiếp. Pháo cối thường được sử dụng cho mục tiêu phá huỷ các công trình hoặc các tàu địch từ xa, các mảnh vỡ của các toà nhà rơi xuống có thể gây thương tích hoặc giết các đơn vị lính ở gần đó, kể cả đơn vị lính đó là của người chơi. Đại bác chính là đơn vị chủ lực của lực lượng pháo binh trong Cossacks nhờ có tầm bắn tốt (có thể được cải thiện với những nghiên cứu tương ứng) và hỏa lực mạnh nhưng không đủ sức phá tan một loạt công trình, đặc biệt là sau khi nghiên cứu ra cách nâng cấp công trình thêm kiên cố. Đại bác còn có thể bắn một loạt đạn chùm tiêu diệt tức thì một nhóm lính địch ở tầm ngắn trong khi một khẩu pháo đa nòng (phải được nghiên cứu tại học viện và không phải phe nào cũng có sẵn) cũng có chức năng tương tự nhưng khả năng nạp đạn nhanh hơn đại bác. Pháo nòng ngắn thì tầm bắn ngắn nhất nhưng lại có hỏa lực mạnh nhất. Chúng bắn theo kiểu hình vòng cung đến mức nguyên cả một hàng quân cũng khó mà chặn nổi và có thể đi đứt một nửa đội hình, với khả pháo kích quân lính và công trình khá tốt nhưng lại có nhược điểm rất dễ bị tập kích nếu không có lính bảo vệ theo cùng. Các đơn vị pháo binh rất dễ bị quân đối phương bắt được và chuyển quyền sở hữu như nông dân. Những nâng cấp chính yếu cho pháo binh thường là mở rộng tầm bắn, độ chính xác và thời gian và chi phí xây dựng. 
Người chơi cũng có thể xây dựng cho mình những tàu chiến đấu trên nước, từ những xưởng đóng tàu, có nhiều loại tàu thuyền đặc trưng của thời đại cô-dắc như tàu khu trục, tàu galley hay một tàu frigate thế kỷ 18. Việc được phép xây những thuyền nào cũng phụ thuộc vào hình ảnh nhân chứng của lịch sử. như là quân Thổ Nhĩ Kỳ có thể tạo ra những thuyền ba cột buồm mà có kỹ thuật chiến thuật mạnh như tàu khu trục của các quốc gia khác, bên cạnh đó cũng có những loại chiến hạm lớn để thống trị hải quân và loại phà dùng để chuyên chở binh lính vượt biển đổ bộ tấn công. Ngoài ra các loại tàu thuyền lớn hơn đều cần đến vàng hoặc tiền bảo dưỡng nếu người chơi không chu cấp đầy đủ hoặc để cạn kiệt nguồn tài nguyên thì thủy thủ đoàn tàu sẽ nổi loạn chống lại chính người chơi. 
Các đơn vị lính bắn súng như ngự lâm quân và lính hỏa mai phải tốn thời gian nạp đạn sau một loạt đạn bắn ra và rất yếu khi cận chiến. Chúng cũng cần một khoảng cách hợp lý để có thể bắn vào các mục tiêu và thường sẽ rút lui ngược trở lại để có được khoảng cách cần thiết. Các loại lính súng có những tầm bắn khác nhau trong khi kị binh cầm súng gây sát thương nhiều hơn so với kị binh chính quy. Các nâng cấp quan trọng được thực hiện nhằm nâng cao mức độ sát thương và những nâng cấp nhất định sẽ giảm một nửa chi phí sản xuất lính bắn súng.
Loại lính ném lựu đạn có thể phá hủy các công trình cũng như giao chiến với quân địch bằng cả cận chiến và tấn công tầm xa. Những công trình quân sự (ví dụ như nhà lính và nhà ngựa) chỉ bị phá hủy bởi pháo binh và lính ném lựu đạn trong khi các công trình dân sự có thể chiếm theo cách thông thường bởi bất cứ loại lính nào. 

### Phe phái
- Áo – Áo là một trong số các phe đa dạng nhất trong game với những đơn vị đặc quân trưng chỉ có trong thế kỷ 17 và 18 như lính ngự lâm thế kỷ 17 (Jäger) với mức sát thương nhiều nhất, các loại lính chính quy bao gồm Roundshier, Pandur và kỵ binh người Croatia.
- Algeria – Người Algeria giống như quốc gia Hồi giáo khác là Thổ Nhĩ Kỳ, không có bước tiến nào vào thế kỷ 18. Thay vào đó họ dựa vào ưu thế mua quân giá rẻ, tốc độ tạo lính nhanh và chiến thuật biển người nhằm áp đảo quân đối phương. Hải quân y như Thổ Nhĩ Kỳ, duy có điểm khác là không có loại thuyền khu trục nhỏ và tàu ship of the line thế kỷ 18 như người châu Âu, mà thay vào đó là loại thuyền ba cột buồm Xêbec có thể sánh ngang với loại chiến hạm thế kỷ 17 của châu Âu. Đơn vị quân đặc trưng của Algeria là cung thủ và kỵ binh Hồi giáo Mamluk.
- Anh – Quân Anh có tốc độ nạp đạn nhanh hơn hẳn so với tất cả các phe khác. Nâng cấp của phe Anh khác nhau vì họ có chỉ số tấn công cao hơn và sớm hơn so với các phe khác. Đơn vị quân đặc trưng của Anh là Highlander (lính cao nguyên Scotland) và Bagpiper (người thổi kèn túi). Highlander là đơn vị tấn công tầm xa cầm súng không có lưỡi lê và chỉ có trong nhà lính thế kỷ 18. Bagpiper được sử dụng để tạo thành đội hình thế kỷ 18 kèm theo viên sĩ quan thế kỷ 18.
- Pháp – Người Pháp chuyên về kỵ binh trang bị súng hỏa mai, như hai đơn vị quân đặc trưng của phe này là King's Musketeer (lính ngự lâm của vua) và Dragoon (long kị binh) thế kỷ 18 đều thuộc phân loại này. Ngoài ra, Pháp còn có đơn vị quân đặc trưng thứ ba là Chasseur, một loại đơn vị bộ binh tầm xa không có lưỡi lê. Dragoon của Pháp có điểm khác biệt như tạo ra nhanh hơn so với dragon chính quy, nhưng hoả lực thì yếu hơn hẳn.
- Hà Lan – Hà Lan có loại lính ngự lâm thế kỷ 17 là Harquebusier với ưu điểm sản xuất nhanh nhất. Đây là đơn vị duy nhất chỉ có ở phe này. Tuy chúng có nhược điểm là hỏa lực yếu hơn loại lính ngự lâm bình thường bù lại giá rẻ hơn.
- Piemonte – Piemonte có linh mục (Padres) được xem là đơn vị hồi máu tốt nhất trong game. Thêm loại lính ngự lâm thế kỷ 17 có tốc độ nạp đạn nhanh hơn khi được nâng cấp. Một vài linh mục song hành cùng bộ binh chính quy sẽ rất khó bị hạ gục nếu đơn vị bị mức sát thương dưới 10.
- Ba Lan – Ba Lan có bốn đơn vị quân đặc trưng gồm lính ngự lâm thế kỷ 17, lính cầm thương thế kỷ 17, khinh kỵ binh có cánh (Winged Hussar) và khinh kỵ binh (Light Rider). Sở hữu tỉ lệ tấn công cao hơn của lớp khinh kỵ binh và có tác dụng chống lại cả bộ binh và kỵ binh. Lính ngự lâm Ba Lan sản xuất lâu hơn nhưng lại có giá thành rẻ nhất và sức tấn công tương đương với đồng loại người Áo. Lính cầm thương Ba Lan khá yếu nhưng tốc độ mua nhanh.
- Bồ Đào Nha – Người Bồ Đào Nha không có đơn vị quân nào đặc trưng bù lại sở hữu những công trình khác biệt. Xưởng đóng tàu Bồ Đào Nha hoạt động giống như một tòa tháp canh có thể nã pháo như một biện pháp phòng thủ và được phép nâng cấp số súng y hệt một tháp canh thực thụ. Bồ Đào Nha có lợi thế trong thủy chiến nơi những cỗ đại bác, tháp canh và tường thành đều bị phá sập thì xưởng đóng tàu của phe này đóng vai trò như một pháo đài phòng thủ lấy chính nó và các công trình gần bờ biển.
- Phổ – Phổ có các loại đơn vị quân đặc trưng là lính ngự lâm thế kỷ 18 (Fusilier) và khinh kỵ binh Phổ (Prussian Hussar). Ngự lâm quân của Phổ khá mạnh nhưng giá mắc và khinh kỵ binh Phổ thì có tốc độ tạo quân nhanh thuộc loại đơn vị kỵ binh phản ứng nhanh.
- Nga – Vùng đất của Nga hoàng có tới sáu đơn vị quân đặc trưng trong game. Tuy nhiên, tất cả các đơn vị này chỉ được sản xuất vào thế kỷ 17 bao gồm lính cầm giáo, lính đánh trống đặc biệt thế kỷ 17, sĩ quan chỉ huy (thay vì sĩ quan thế kỷ 17), Don Cossacks, Vityazes và Strelets.
- Saxony – Saxony có loại lính ngự lâm thế kỷ 18 hữu hiệu nhất trong game bù lại thời gian mua lâu nhất. Ngoài ra phe này còn có loại kỵ binh cận vệ (Cavalry Guard) với tốc độ mua nhanh, sức sát thương cao thuộc lớp đơn vị thiết giáp kỵ binh.
- Tây Ban Nha – Người Tây Ban Nha chỉ có một đơn vị quân đặc trưng xuất hiện trong nhà lính thế kỷ 17. Ngự lâm quân Tây Ban Nha thế kỷ 17 (Conquistador) là loại lính bộ binh cầm súng mặc giáp sắt duy nhất trong game. Súng của lính ngự lâm Tây Ban Nha cũng không gắn kèm lưỡi lê và sẽ rút lui nếu đơn vị quân đối phương tiến quá gần.
- Thụy Điển – Quân đội của vua Gustavus Adolphus tiêu biểu bởi hai loại đơn vị quân đặc trưng là kỵ binh Thụy Điển (Knekt) và lính cầm thương Thụy Điển thế kỷ 18.
- Thổ Nhĩ Kỳ – Thổ Nhĩ Kỳ chuyên về các đơn vị kỵ binh, bộ binh và hải quân, không có sự cải tiến nào vào thế kỷ 18 giống như quốc gia Hồi giáo khác là Algeria. Đơn vị quân đặc trưng gồm Janissary (cấm vệ quân Thổ), Spakh, Tatar và thuyền buồm Thổ Nhĩ Kỳ. Thổ Nhĩ Kỳ còn tạo lính bộ binh cầm súng là Janissary với tầm bắn xa và tỏ ra khá hữu hiệu khi kết hợp với khinh binh hoặc lính cầm thương Ottoman.
- Ukraina – Ukraina có năm loại đơn vị quân đặc trưng bao gồm nông dân Ukraina, Serdiuk (lính bắn súng) và các đơn vị Cossack. Serdiuk là loại bộ binh duy nhất chỉ Ukraina mới có khác với lính đánh thuê. Ukraina cũng không có cải tiến nào vào thế kỷ tiếp theo, giống như các quốc gia Hồi giáo là Thổ Nhĩ Kỳ và Algeria. Serdiuk của Ukraina được cho là lính đánh thuê dưới sự chỉ huy của Hetman Cossack (người lãnh đạo Cô-dắc), nhưng trớ trêu thay là Hetman lại cần phí bảo dưỡng trả bằng vàng. Hai đơn vị quân đặc trưng khác của Ukraina thuộc loại lính chính quy là Sich và Register Cossacks. Sich Cossacks là đơn vị kỵ binh nhanh nhất trong game và tốt nhất là dùng để quấy rối và tập kích đối phương. Register Cossacks được thiết kế để đố ngã bộ binh với tốc độ tạo quân khá nhanh. Viên chỉ huy Hetman khá mắc nhưng bù lại có sức tấn công rất cao.
- Venice – Người Venice được xem là cường quốc trên biển trái ngược với lục quân chẳng có gì nổi bật, Venice có loại đơn vị quân đặc trưng là tàu ba cột buồm (Galleass) là một minh chứng cho sức mạnh của hải quân phe này. Thuyền ba cột buồm có hai loại vũ khí là dãy pháo bắn dọc theo mạn tàu và tàu trang bị pháo cối có thể khai hỏa từ trên cao xuống 100 viên. Thuyền ba cột buồm dùng để đóng vai trò như một pháo đài nã pháo từ ngoài bờ biển vào được xem là loại tàu chiến mạnh nhất trong game.

## Phát triển
Cossacks:European Wars được phát triển tại Ukraina bởi GSC Game World. Trò chơi được ghi nhận về chất lượng nghệ thuật và đồ họa tuyệt vời, nhất là các hiệu ứng đặc biệt đã từng được mô tả là "không ai sánh kịp". Một thành quả đáng chú ý khác là cây công nghệ có tới hơn 300 nâng cấp khác nhau. 
Mong muốn làm game Cossacks được bắt đầu vào năm 1997, khi Age of Empires được phát hành và phát triển bắt đầu vào năm 1998. Thế kỷ 17-18 được chọn bởi vì việc tiếp tục rõ ràng nhất của Age of Empires sẽ là châu Âu thời Trung Cổ và Cossacks sẽ là người kế thừa hợp lý vào thời kỳ tiếp theo chứ không phải là một đối thủ cạnh tranh. Lúc đầu, Cossacks được cho là nói về cuộc đối đầu ở Ukraina và Nga và những phe phái gói gọn lại chỉ có: Ukraina, Nga, châu Âu và Thổ Nhĩ Kỳ. Trò chơi sẽ được bán tại thị trường trong nước. Tại hội chợ triển lãm MILIA tại Cannes, nhà phát triển đã tung ra một bản demo của Cossacks, ngay lập tức nó nhận được sự đánh giá khá tốt từ những người có uy tín liên kết với các nhà sáng tạo và phát hành trò chơi máy tính, điều này đã dẫn tới việc hãng quyết định gia tăng số lượng các phe phái lên tới 16 nước và phân phối ra thị trường toàn cầu thay vì nội địa. Để có thể chơi trên bản đồ chứa hàng nghìn đơn vị với đồ họa 2D đặc sắc. 
Số lượng nhân viên phát triển Cossacks đã tăng từ 4 người năm 1998 lên đến 12 người năm 2000, khi dự án đi vào chặng đường kết thúc. Ở các giai đoạn khác nhau của sản phẩm, tác giả của những bản đồ và người thử nghiệm đều tham gia vào quá trình phát triển game. Vào tháng 3 năm 2001, Cossacks: European Wars đã xuất hiện trong các cửa hàng game. Trò chơi được tái phát hành vào năm 2011 trên nền tảng Steam cùng với phần tiếp theo Cossacks II.

## Bản mở rộng

### Cossacks: Art of War
The Art of War là bản mở rộng độc lập đầu tiên. Giống như phiên bản Cossacks đầu tiên, game lấy bối cảnh vào thế kỷ 17 và 18, với số lượng quân mà người chơi điều khiển lên đến 8000 quân. Cossacks: Art of War bổ sung thêm 5 chiến dịch mới, 2 quốc gia mới (cụ thể là Đan Mạch và Bavaria), công cụ tạo màn và 16 bản đồ lớn hơn với các loại địa hình mới. Cả hai quốc gia mới đều có loại lính hỏa mai thế kỷ 18 với các thuộc tính khác nhau.

### Cossacks: Back to War
Back to War là bản mở rộng độc lập thứ hai thêm vào nhiều chức năng, đơn vị, trận chiến cũng như nhiều lệnh điều khiển mới so với phiên bản trước. Cossacks: Back to War bổ sung thêm hai phe mới (Thụy Sĩ và Hungary) nâng tổng số quốc gia lên tới 20. Trong lịch sử, hai quốc gia mới này đã từng tiến hành nhiều cuộc chiến tranh vào khoảng thế kỷ 15 và lan rộng toàn châu Âu với đội quân chủ lực là ngự lâm quân.
Back to War còn có thêm những đơn vị mới như đơn vị lạc đà Bedouin của Algeria và Thổ Nhĩ Kỳ; đại bác cổ điển đầu thế kỷ 17 và đại bác Ottoman, loại vũ khí do người Thổ thời Đế quốc Ottoman sáng chế. Ngoài ra, mỗi quốc gia cũng được bổ sung những đơn vị mới khác. Đáng chú ý nhất là loại lính bắn súng của Algeria là Bashhi Bozouk, một đơn vị có khả năng chống lại hỏa lực của loại pháo đa nòng. Bên cạnh đó, game còn bổ sung thêm những lệnh, chức năng hỗ trợ cho người chơi trong việc điều khiển các đơn vị quân.
Với 100 màn mới cho chế độ chơi đơn cùng bốn mức độ khó khác nhau, game còn được thiết kế với bản đồ chiến trường rộng gấp nhiều lần, cho phép một lúc đến 7 người chơi qua mạng LAN hay trực tuyến với tổng số đơn vị tham chiến có thể lên tới 8.000 quân. Game còn thêm vào một số đơn vị mới cho các phe khác nhau, các loại pháo mới và làm thay đổi một số thông số như thời gian xây dựng, nâng cấp và chi phí xây dựng cùng chức năng Virtual Camera Records giúp người chơi xem lại hình ảnh cuối cùng của trận chiến.

### Campaign Expansion
Ngày 31 tháng 10 năm 2002, GSC Game World cho phát hành một gói nội dung tải về (DLC) cho Cossacks: Back to War với tên gọi Campaign Expansion. DLC này chứa bốn chiến dịch chơi đơn từ phiên bản gốc Cossacks: European Wars và năm từ The Art of War: chín chiến dịch với 63 nhiệm vụ mang tính thử thách cao độ. 

## Đón nhận
Những nhà phê bình thường ca ngợi các chi tiết và độ chính xác trong suốt quá trình chơi và cảm thấy các đoạn phim cắt cảnh và video mở trông rất ấn tượng. Một đánh giá của GameSpot đã có lưu ý làm thế nào mà trò chơi tuân theo công thức truyền thống của thể loại RTS, phô bày những tương đồng đáng kể với Age of Empires II nhưng đa dạng về chủng loại các phe phái và các đơn vị quân đội được thêm vào lối chơi. Một kết luận khác là một trong số những kịch bản lớn hơn có thể khá khó khăn do phải quản lý nhiều nguồn tài nguyên và một đội quân chiến đấu đồ sộ. Một đánh giá trong Tạp chí ESC mô tả game như một trò chơi phức tạp với rất nhiều lần nhấp chuột và trí tuệ nhân tạo của đối thủ máy quá nhanh.
Một bài nhận xét do nhân viên IGN viết kết luận rằng chiều sâu của trò chơi, tiềm năng và sứt hút lâu dài là điểm mạnh của nó nhưng quyết định thiết kế tệ hại đã làm đến giảm giá trị của lối chơi. Họ cũng nghĩ rằng trí tuệ nhân tạo cũng tồi như vậy, như việc thay đổi khả năng phòng thủ của quân họ tạo ra kết quả là sự mất cân bằng đáng kể. PC Zone có đánh giá và mô tả đồ họa của trò chơi như chi tiết và ấn tượng và nhất là rất thích tính chính xác về mặt lịch sử, đơn vị và cảnh quan 3D đều chuyển động trơn tru. 